# Star Wars: The Clone Wars – Republic Heroes
Star Wars: The Clone Wars — Republic Heroes — компьютерная игра, созданная LucasArts Singapore и Krome Studios, выпущенная компанией LucasArts для Microsoft Windows, Xbox 360, PlayStation 3, Wii, PlayStation Portable, PlayStation 2 (только в США) и Nintendo DS. Игра основана на мультсериале «Звёздные войны: Войны клонов», и была выпущена 6 октября 2009 года.

## Игровой процесс
Star Wars: The Clone Wars — Republic Heroes — это многоуровневая приключенческая игра с видом от третьего лица. Хотя в неё можно играть в одиночку, в игре также есть кооперативный многопользовательский режим для двух игроков. При одиночной игре игроки могут переключаться между персонажами по своему желанию, в то время как другим персонажем управляет искусственный интеллект. Игровой процесс меняется от уровня к уровню, хотя игроки обычно управляют либо джедаями, либо солдатами-клонами. Игра за джедая представляет собой комбинацию beat ’em up и паркура; игроки могут использовать свои световые мечи и способности Силы, чтобы сражаться с врагами, а также решать головоломки. При игре за клонов игровой процесс похож на игровой процесс шутеров от третьего лица, где игроки вооружены бластерами и другим оружием из вселенной «Звездных войн», например термальными детонаторами. Фиксированный угол камеры используется на протяжении всей игры, что было одним из наиболее критикуемых аспектов игрового процесса.

## Сюжет
Действие игры разворачивается между событиями первого и второго сезонов сериала «Звёздные войны: Войны клонов» и рассказывает о приключениях нескольких персонажей во время Войн клонов, которые в конечном итоге объединяются к концу игры. История начинается с битвы при Рилоте, где Энакин Скайуокер и его падаван Асока Тано, а также их доблестные солдаты-клоны проводят операцию по очистке планеты от остатков сепаратистской армии дроидов. Тем временем сепаратисты атакуют республиканскую космическую станцию Юма-9, где мастера-джедаи Оби-Ван Кеноби и Пло Кун, командир Коди и солдат-клон Свитч пытаются отбиться от них. По пути в комнату связи Оби-Ван и Пло находят скакоанского ученого в тяжелой броне и следуют за ним. Загнанный в угол, он представляется Кулом Теской, и сражается с двумя джедаями, прежде чем сбежать, оставив Оби-Вана и Пло в ловушке. Потеряв связь с Энакином и Асокой, они вместо этого вызывают Мейса Винду и Кита Фисто, которые вместе с командиром Пондсом спасают их.
В это время на ледяной планете Альзок III мастера-джедаи Эйла Секура и Луминара Ундули, а также командиры Блай и Гри проводят расследование предполагаемых активностей сепаратистов, о которых им сообщил криминальный авторитет Джабба Хатт. Они натыкаются на плавающие обломки, ведущие к разбившемуся сепаратистскому кораблю, который, как они обнаруживают, был уничтожен супероружием, которое разрабатывали сепаратисты. После информирования Республики на них нападает Асажж Вентресс, посланная графом Дуку для устранения свидетелей. Эйла и Луминара сражаются с Вентресс и ловят её в ледяной пещере.
В это время на Рилоте, капитан Рекс и сержант Бумер попадают в плен к охотнику за головами Кэду Бэйну, который приказывает им загрузить ключевой компонент Гравитационного поляризационного луча (сепаратистское супероружие, являющееся причиной уничтожения корабля, чьи обломки лежат на Альзоке III) на борт его корабля. Когда на них нападают боевые дроиды сепаратистов, Бэйн неохотно выпускает двух клонов, чтобы помочь отбиться от них. Вскоре после этого прибывают Энакин и Асока и помогают уничтожить оставшихся дроидов, прежде чем согласиться помочь Бэйну загрузить супероружие на свой корабль, не желая, чтобы оно попало в руки сепаратистов. Пока Рекс и Бумер остаются сражаться с подкреплением дроидов, Энакин, Асока и Бэйн доставляют компонент Гравитационного поляризационного луча на корабль последнего, где на них нападает Кул Теска, который пришёл за супероружием после того, как Бэйн украл его у него на Альзоке III. Когда Бэйн убегает, Энакин и Асока пытаются сразиться с Теской, но ему удается бежать с супероружием.
Энакин и Асока связываются с Оби-Ваном, Пло Куном, Мейсом Винду, Китом Фисто, чтобы обсудить ситуацию; Вскоре к ним присоединяются Йода, Эйла Секура и Луминара Ундули. Узнав, что Теска и Дуку планируют использовать Гравитационный поляризационный луч, чтобы уничтожить солнце звездной системы Набу, и что сепаратисты захватили сенатора Падме Амидалу после того, как она наткнулась на их секретную базу на Бепуре, группа планирует полномасштабное вторжение на планету, чтобы вернуть или уничтожить супероружие, пока оно не стало угрозой ничего не подозревающей Галактике, и спасти Падме. Командир Коди и капитан Рекс отвлекают внимание, что дает Энакину и Оби-Вану достаточно времени, чтобы проникнуть на базу сепаратистов и уничтожить генератор дефлекторного щита, позволяя основным силам Республики под командованием Винду и Асоки штурмовать базу.
Внутри вражеской базы Энакин и Асока направляются в лабораторию Тески, чтобы противостоять ему, в то время как Рекс, Коди и Пондс расчищают путь к кораблю «Сумерки», который приземлится в точке встречи. Однако, ожидая прибытия остальных, граф Дуку атакует и запирает их внутри корабля с помощью Силы, а затем он сбрасывает корабль с платформы, на которой он стоял. Спустя несколько мгновений Оби-Ван и Винду прибывают, чтобы сразиться с Дуку, но во время их боя платформа рушится; Дуку подбирает Вентресс на своем корабле, и дуэт убегает, а джедаев спасает R2-D2, летящий на «Сумерках». Тем временем Энакин и Асока побеждают Теску (с неожиданной помощью Кэда Бэйна), прежде чем спасти Падме, которая саботировала Гравитационный поляризационный луч. Троице удается сбежать с базы за мгновение до того, как супероружие взрывается, убивая Теску и разрушая базу. Они встречаются с остальными снаружи, после чего Республика празднует свою победу. В сцене после титров выясняется, что Бэйн саботировал спасательный корабль Дуку и Вентресс.

## Рецензии
| Сводный рейтинг | Сводный рейтинг | Сводный рейтинг |
| Издание         | Оценка          | Оценка          |
| Издание         | PS3             | Xbox 360        |
| --------------- | --------------- | --------------- |
| GameRankings    | 44,38 %         | 46,08 %         |

Игра Star Wars: The Clone Wars — Republic Heroes получила в основном отрицательные обзоры.

### Западная игровая пресса
Крис Рупер из IGN дал игре оценку 4,8/10. Игра собрала 46 % на сайте Metacritic.

### Реакция российской игровой журналистики
Крупнейший российский портал игр Absolute Games поставил игре 42 %. Обозреватели отметили слабый сюжет и игровой процесс. Вердикт: «Избежать гибели в глубинах гравитационной установки и нарубить саблей двадцать тонн металлолома куда проще, чем перебороть общее уныние и заставить себя пройти Republic Heroes. За усердие и упорство добрые авторы разрешают переиграть любой уровень любыми бойцами. Думаю, немногие примут столь щедрую награду».
Журнал Игромания поставил игре 5,5 баллов из 10, сделав следующее заключение: «Star Wars: The Clone Wars — Republic Heroes — игра для самых убежденных фанатов соответствующего мультсериала. По сути, три главы игры — это три пропущенных эпизода, разбавленные утомительными многочасовыми запрыгами по сомнительно нарисованным локациям. Если вам нравится смотреть, как пластиковая Асока отпускает язвительные шуточки в адрес такого же пластикового Энакина, то игра определенно для вас. Если нет — то, право слово, лучше поищите на соседних страницах рецензию на Star Wars: The Force Unleashed — Ultimate Sith Edition».